# Schuifsterkte

Afschuiving in een blokje. De kracht F wordt veroorzaakt door de schuifspanning. De bovenkant van het blokje verschuift horizontaal over de afstand Δx. Na afloop is de hoogte van het blokje l. De schuif is gedefinieerd als γ=Δx/l; de kracht F wordt gegeven door, waarbij A het oppervlak van de bovenzijde van het blokje is.

De schuifsterkte {\displaystyle \tau _{max}} (Engels: shear strength) van een materiaal is de interne weerstand die een materiaal heeft tegen plastische deformatie door schuif. Schuifsterkte kan als de viscositeit van vaste stoffen worden opgevat, omdat het ervoor zorgt dat een materiaal niet gaat "vloeien". Als de schuifspanning die op een materiaal staat groter is dan de schuifsterkte, zal dit wel gebeuren en zal het materiaal permanent vervormen. Een voorbeeld van een materiaal met een kleine schuifsterkte is klei, dat makkelijk vervormbaar is.
Een materiaal kan op twee manieren deformeren: door elastische en plastische deformatie. Het moment waarop plastische deformatie plaatsvindt is voor afschuiving op de schuifsterkte en voor een trekspanning op de treksterkte. De weerstand tegen insnoering binnen plastische deformatie heet dan ook de treksterkte (Engels: tensile strength) genoemd. Algemeen kan worden aangenomen dat ductiele materialen zullen breken door afschuiving met als kritieke waarde de schuifsterkte en brosse materialen op de trekspanning, oftewel hier is de treksterkte de belangrijkste grenswaarde.

## Toepassingen
In de werktuigbouwkunde, bouwkunde, civiele techniek en materiaalkunde is de schuifsterkte van een materiaal belangrijk, omdat het bepaalt welke materialen en afmetingen voor balken, platen en andere componenten gebruikt kunnen worden in constructies. Zo wordt in balken van gewapend beton door de wapening de schuifsterkte verhoogd.

## Schuifspanning
Voor de gemiddelde schuifspanning geldt:
{\displaystyle \tau _{avg}={F \over A}},
waarin
{\displaystyle \tau _{avg}} de gemiddelde schuifspanning is in N/mm²
{\displaystyle F} de toegepaste kracht in N
{\displaystyle A} de oppervlakte waarop de kracht inwerkt in mm²

## Schuifsterkte
De schuifsterkte {\displaystyle \tau _{max}} is de maximale schuifspanning om plastische deformatie in gang te brengen. Hiervoor geldt:
{\displaystyle \tau _{max}={F_{max} \over A}},
waarin
{\displaystyle \tau _{max}} de schuifsterkte is in N/mm²
{\displaystyle F_{max}} de maximaal toegepaste kracht tot plastische deformatie optreedt in N
{\displaystyle A} de oppervlakte waarop de kracht inwerkt in mm²

## (Poly)kristallijne materie
In alle materialen zal plastisch deformatie bij een uni-axiale trekspanning optreden op het moment dat de vloeigrens {\displaystyle \sigma _{Y}} wordt bereikt, tenzij ze zonder plastisch te deformeren al breken. Om deze gelijk te kunnen stellen aan de schuifspanning is het essentieel te weten over welk vlak de afschuiving zal plaatsvinden. In (poly)kristallijne materie is schuif op microscopische schaal vergelijkbaar met het fenomeen afschuiving of glijding van kristalvlakken, waar de vlakken of de richting met de dichtste bolstapeling zullen gaan schuiven door middel van dislocatiekruip. In dat vlak zal de afschuiving waarschijnlijk plaatsvinden, omdat het schuiven hier de minste energie kost. Dit vlak wordt het glijvlak genoemd. Schuif zal dus in een kristalrooster optreden in de richting parallel aan een glijvlak. Het glijvlak kan worden bepaald in (poly)kristallijne materialen door te achterhalen welk kristalvlak het dichtst gestapeld is. Om de vloeigrens {\displaystyle \sigma _{Y}} gelijk te kunnen stellen aan de schuifspanning wordt in (poly)kristallijne materialen gebruik gemaakt van de Schmid factor {\textstyle m_{max}} en de kritieke schuifspanning {\textstyle \tau _{CRSS}}. Voor (poly)kristallijne materialen geldt dan dat voor het starten van plastische deformatie een schuifspanning hoger dan de schuifsterkte nodig is, welke wordt gegeven door:
{\displaystyle \tau _{max}=\tau _{CRSS}=m_{max}\cdot \sigma _{Y}},
waarin
{\displaystyle \tau _{max}} de schuifsterkte is in N/mm²
{\textstyle \tau _{CRSS}} de kritieke schuifspanning is in N/mm²
{\textstyle m_{max}} de Schmid factor is
{\displaystyle \sigma _{Y}} de uni-axiale treksterkte is in N/mm²